# Rundìtt
I runditt sono un prodotto alimentare composto da farina e acqua cotto su piastra, originari della Val Vigezzo, in particolare del comune di Malesco, nella provincia del Verbano-Cusio-Ossola in Piemonte. Possono essere considerati come un surrogato del pane.

## Origine
Il termine rundìtt potrebbe derivare dal latino "Rutundum", rotondo, per la forma della base arroventata su cui veniva tirata la pastella. Tradizionalmente il rundiŋ veniva consumato nei giorni di festa come il carnevale, Ognissanti, la Festa di San Biagio oppure durante la "Benedizione della gola". Durante questi giorni non era considerato come un cibo di accompagnamento ma diventava parte integrante di un rituale.
Nel 2016 a Malesco è stata istituita l'"Accademia dei Rundìtt" in collaborazione con l'Ecomuseo Ed Leuzerie e di Scherpelit per tutelare e promuovere questo prodotto, in particolar modo istituendo la Sagra "Rundìtt, turtei e turte ad San Per", che si tiene ogni anno i primi di giugno. Nel 2017 sono entrati nella comunità del cibo di Slow Food e hanno ottenuto il marchio De.C.O. dal Comune di Malesco.

## Preparazione

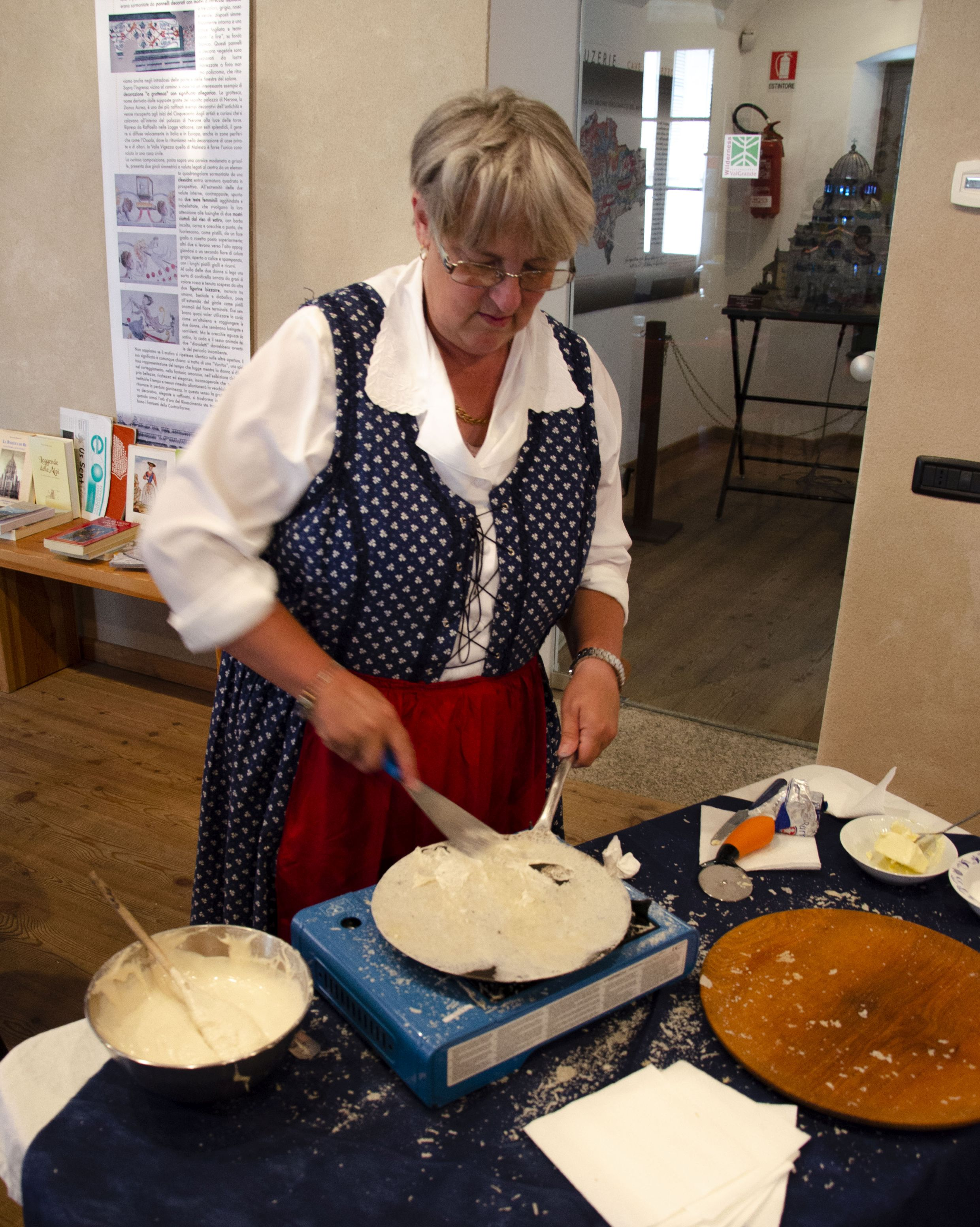
Una fase della preparazione

L'impasto di farina e acqua viene fatto riposare almeno una notte al fine di ottenere la giusta consistenza. L'impasto ottenuto veniva tradizionalmente tirato con un cucchiaio di legno su una piastra di ferro, un tempo in pietra ollare, la cui temperatura non deve essere troppo elevata. L'impasto viene cotto per alcuni secondi fino a quando la sfoglia sottilissima si inizia a staccare e viene poi cosparsa di burro  e sale, ripiegata in tre o quattro parti e servita. I rundìtt in alcune occasioni tra cui la sagra, vengono consumati accompagnandoli con salumi e formaggi.

## Varianti
Esistono alcune varianti locali del rundìtt:
- a Coimo, altra località della Val Vigezzo, ci sono gli amiàš, fatti di grano saraceno;
- nella zona di Santa Maria Maggiore prendono il nome di stinchéet;
- in Valsesia ci sono le miacce, con farina di frumento o di mais;
- nel canavese nord-occidentale ci sono le miasse, con farina di grano e di granoturco, acqua, olio, uova e sale;
- a Moghegno, in canton Ticino, prendono il nome di grido, con farina di mais.